# Vilapape
Vilapape ist ein Ort in der autonomen Gemeinschaft Galicien in Spanien. Er gehört der Provinz A Coruña und dem Municipio Vilarmaior an. Im Jahr 2015 lebten 7 Menschen in Vilapape, von denen drei männlich und vier weiblich waren.

## Lage
Vilapape liegt etwa 30 Kilometer östlich von A Coruña und etwa 1,3 Kilometer nordöstlich von Vilarmaior.